# 汉区佛教源流
《汉区佛教源流》，亦译《汉区佛教源流记》，是清代西藏学者贡布加的一部著作。书中主要内容为：第一部分，概述汉区的地理环境及其历史简况；第二部分，简述各个时期出现的有代表性的佛教人士；第三部分，列举了上述佛教人物的主要著述。从第三章起用述的主要内容是印度的大藏经译成汉文、藏文的情况。其中还根据印度大藏经，详细比较了汉译、藏译的大藏经是否有其漏译的情况。